# J. Thomas Hörnig
Johannes Thomas Hörnig (* 19. November 1956 in Dresden) ist ein deutscher Theologe und war Professor für Evangelische Theologie an der Evangelischen Hochschule Ludwigsburg.

## Leben
Thomas Hörnig wurde am 19. November 1956 in Dresden geboren. Mit 19 Jahren begann er sein Studium der Sozialpädagogik und Evangelischen Theologie in Tübingen. Nach dem Studium arbeitete er als „Assistent für ökumenische Erziehung“ im Ökumenischen Institut Bossey, dem Studienzentrum des Ökumenischen Rates der Kirchen. 1990 promovierte er an der freien protestantischen Fakultät in Genf mit einer Arbeit über die amerikanische Sonntagsschulbewegung. Seine Habilitation erfolgte 2011 mit einer Arbeit zur Frühgeschichte der Inneren Mission an der Kirchlichen Hochschule in Wuppertal/Bethel. Die Arbeit wurde betreut von den Professoren Matthias Benad und Hans-Walter Schmuhl.
Ab 1991 arbeitete er als Pfarrer in Mühlacker-Dürrmenz. 2001 wechselte er nach Tübingen und bekleidete dort die Hochschulpfarrstelle I. Seit 2009 war er an der Evangelischen Hochschule Ludwigsburg, am 1. Januar 2015 erfolgte die Professorierung, 2021 ging er in den Ruhestand.
Thomas Hörnig ist verheiratet und hat drei Kinder.

## Lehrtätigkeit
Die wissenschaftlichen Schwerpunkte von Hörnig sind Religionspädagogik, Diakoniewissenschaft und Diversität. Bis 2021 war er Studiengangsleiter der Diakoniewissenschaft und leitete die Diakon*innenausbildung an der Hochschule. Seine Forschungsschwerpunkte liegen in der Diakoniegeschichte, Disability History und Diversität.

## Werke
- 2017: „Man sollte den Wechselbalg oder den Kielkropf […] ersäufen.“ Martin Luther und die sog. Behinderten. Überarbeitete Fassung der Antrittsvorlesung des Verfassers an der Evangelischen Hochschule Ludwigsburg vom 10. Dezember 2015. (In Vorbereitung)
- (in Zusammenarbeit mit Thomas Fliege und Stephanie A. Hörnig): Interkulturelle soziale Arbeit: Möglichkeiten und Grenzen der Kooperation der konfessionellen Wohlfahrtsorganisationen – eine evangelische Perspektive. In: Rauf Ceylan, Michael Kiefer (Hrsg.): Ökonomisierung und Säkularisierung. Neue Herausforderungen der konfessionellen Wohlfahrtspflege in Deutschland. Springer VS, Wiesbaden 2017.
- Geschichte der Diakonie – ein kritischer Zugang aus der Armutsperspektive. In: Johannes Eurich, Heinz Schmidt (Hrsg.): Diakonik. Grundlagen, Konzeptionen, Diskurse (= elementar. Arbeitsfelder im Pfarramt). Vandenhoeck & Ruprecht, Göttingen 2016, S. 77–109.
- „Die Mehrzahl der in den Rettungsanstalten erzogenen Zöglinge sind als für’s bürgerliche Leben gerettet zu betrachten.“ (Ludwig Völter). Die württembergischen Rettungshäuser, Wichern und die Idee der „Rettung“. In: Blätter für württembergische Kirchengeschichte 114. (2014), S. 237–282.
- Kommentierter Datenatlas zur deutschen Sonntagsschulgeschichte und zur Frühgeschichte der Inneren Mission. „Alle Agenten der innern Mission fangen damit ihre Arbeit an…“. 2011 Online.
- „Tumor is. Rumor is. Humor is nich.“ Todesanzeigen als Spiegel zeitgenössischer Auseinandersetzung mit Eschatologie. In: Jahrbuch Religionspädagogik 26 (2010), S. 249–259.
- Das Apostolicum. Tübinger Predigten. Radius, Stuttgart 2005.